# Sharid
Varoch Saint Jean
Sharid, né Varoch Saint Jean le 1er avril 2009, est un cheval hongre Selle français de robe baie, monté en saut d'obstacles par le cavalier britannique John Whitaker.

## Histoire

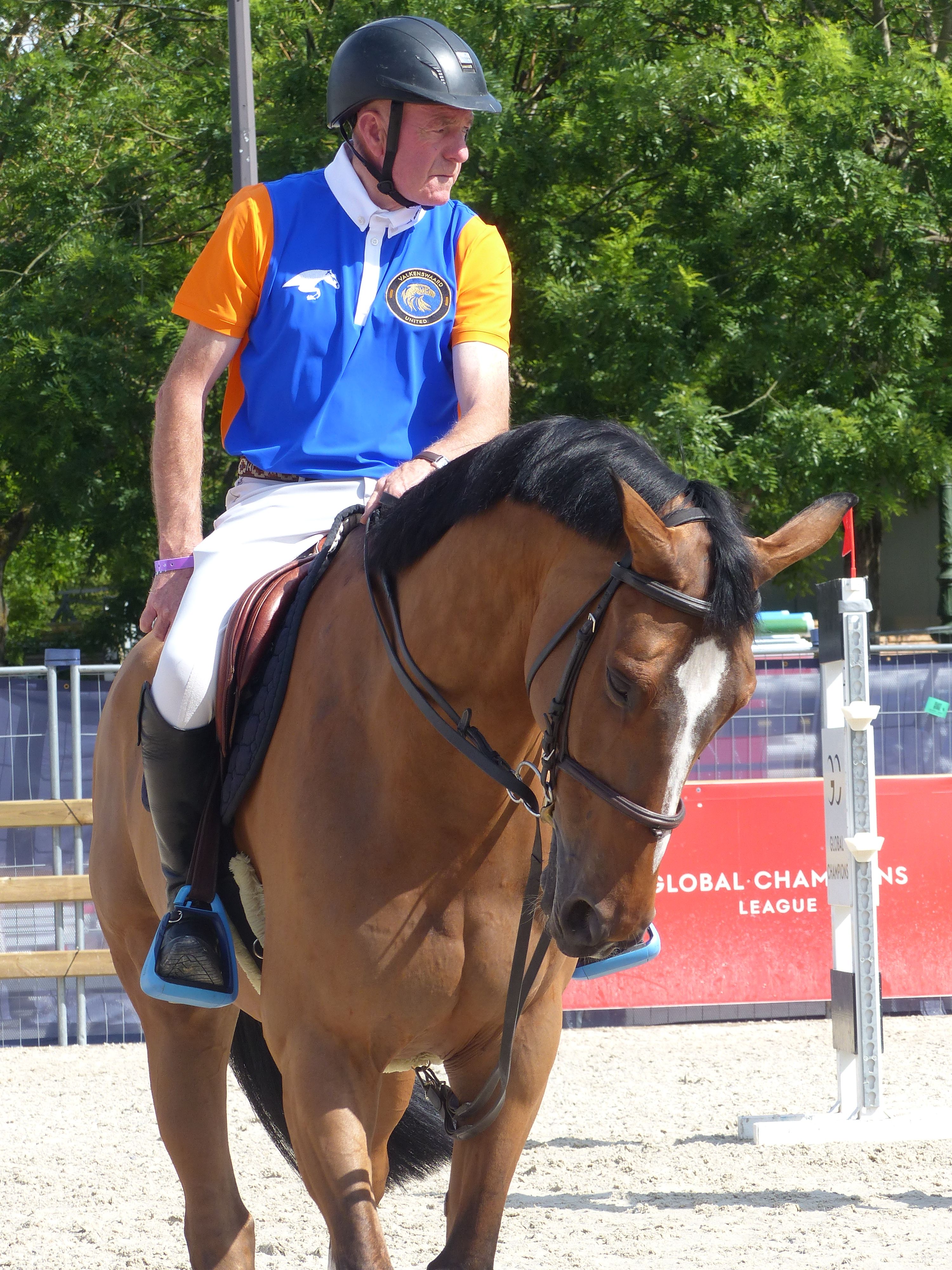
Sharid monté par John Whitaker au Paris Eiffel Jumping de 2023.

Varoch Saint Jean naît le 1er avril 2009,, à l'élevage de Jean-Paul Rius situé au lieu-dit Le Vaujobert sur la commune de Saint-Jean-la-Poterie, dans le Morbihan en Bretagne. Il est castré le 27 janvier 2012.
Il est monté par le cavalier international anglais John Whitaker, qui le rebaptise « Sharid ». Il réalise avec lui le seul double sans-faute avec barrage au CSI5*-W de Londres (Horse of the Year Show / Santa Stakes), en décembre 2023, en 35’’98,,,.

## Description
Sharid est un hongre de robe baie, inscrit au stud-book du Selle français.

## Palmarès
Il atteint un indice de saut d'obstacles (ISO) de 173 en 2022.
- Décembre 2023 : vainqueur du CSI5*-W de Londres, à 1,50 m[3] ;

## Origines
Ses origines sont franco-belges, puisque c'est un fils de l'étalon belge Toulon, sa mère Gandhara II étant une jument Selle français issue de l'étalon Vancouleurs,.
Sharid présente 38 % d'origines génétiques Pur-sang selon l'Institut français du cheval et de l'équitation, 43,81 % selon le site web Hippomundo.
Son principal ancêtre est l'étalon néerlandais Heartbreaker.